# Pfarrkirche Roggendorf

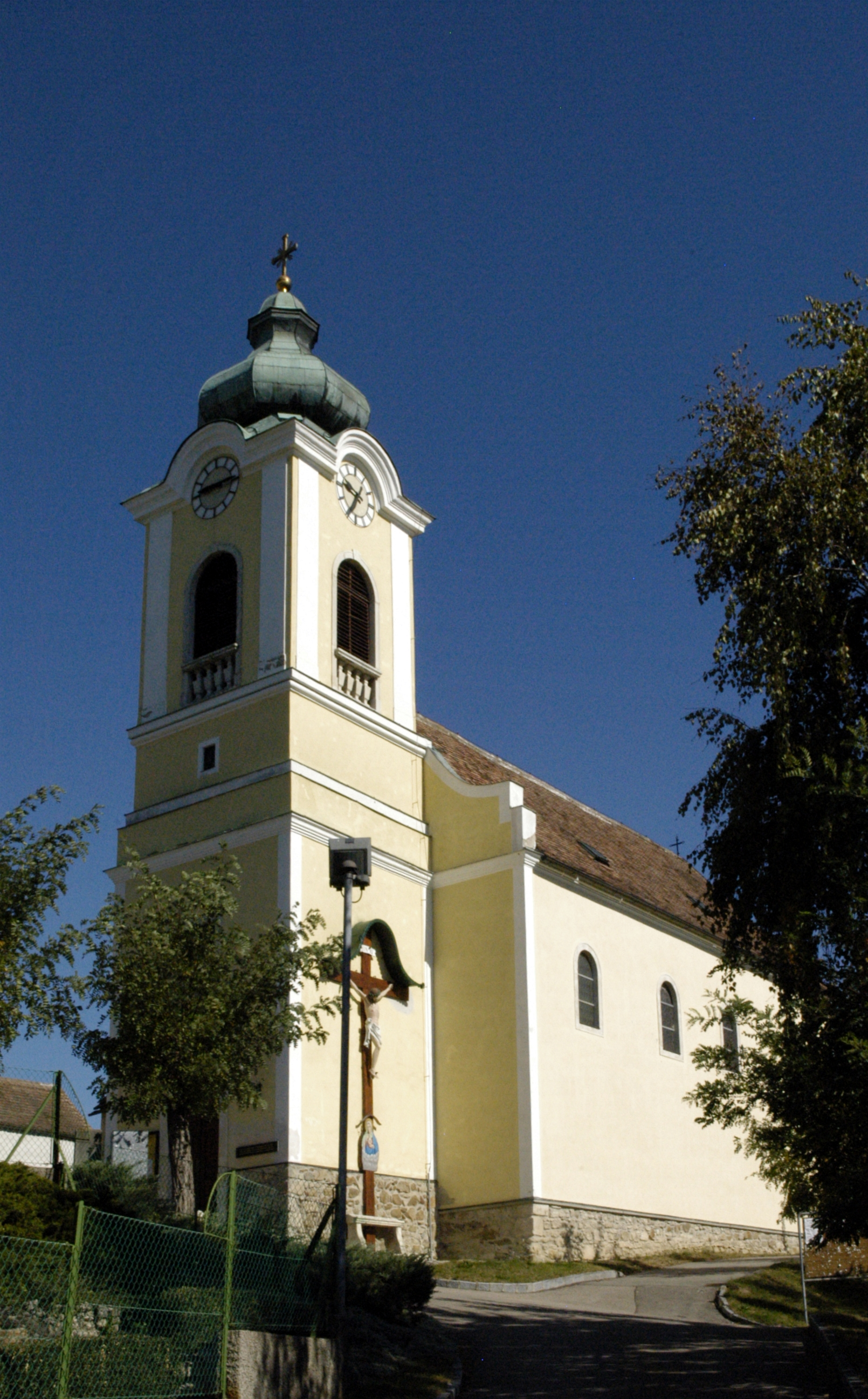
Katholische Pfarrkirche hl. Pankraz in Roggendorf

Die römisch-katholische Pfarrkirche Roggendorf steht weithin sichtbar wohl an der Stelle einer ehemaligen Burgkapelle in Roggendorf in der Marktgemeinde Röschitz im Bezirk Horn in Niederösterreich. Die dem Patrozinium des Heiligen Pankratius unterstellte Pfarrkirche gehört zum Dekanat Horn in der Diözese St. Pölten. Die Kirche steht unter Denkmalschutz (Listeneintrag).

## Geschichte
Im Ende des 17. Jahrhunderts wurde die Pankratiuskapelle zu einer Kirche umgebaut. Der Turm wurde 1785 mit den Steinen der abgebrochenen Georgskirche in Kattau erbaut.
1784 wurde die Pfarrei gegründet.

## Architektur
Das Kirchenäußere zeigt sich als Langhaus und mit einem Chor in der gleichen Breite als einfacher Rechteckbau mit einem mittelalterlichen Kern unter einem Satteldach mit einem profilierten Traufgesims mit Rundbogenfenstern. Der vorgestellte Westturm vor den Fassadenschmiegen der Westfront hat im Obergeschoß eine Lisenengliederung, rundbogige Balusterfenster, profilierte Uhrengiebel und trägt einen Zwiebelhelm aus 1862. Das westliche Rechteckportal im Turm hat eine gerade profilierte Verdachung, das innere Portal zum Langhaus in einer segmentbogigen Nische entstand im Ende des 17. Jahrhunderts. Der Sakristeianbau unter einem Pultdach aus dem Ende des 17. Jahrhunderts schließt östlich am Chor an, die nordöstlichen Anbauten der neuen Sakristei entstanden im 19. Jahrhundert.
Das Kircheninnere zeigt ein dreijochiges Langhaus und einen einjochigen Chor in gleicher Breite unter einer Stichkappentonne auf Pilastern mit profilierten Kämpfern. Die Westempore steht auf marmorierten Holzpfeilern und hat eine marmorierte Brüstung. Der Chor mit einem geraden Schluss wird mit einem gering eingezogenen Triumphbogen vom Langhaus abgeschieden.

## Einrichtung
Der marmorierte und von Säulen gerahmte Hochaltar entstand um 1680 und wurde aus der Franziskanerkirche in Eggenburg hierher übertragen, er zeigt das Altarbild hl. Pankraz mit der Namensnennung J. Moriav aus der Mitte des 18. Jahrhunderts und im Auszug Gottvater und seitliche Puttenfiguren aus der Mitte des 18. Jahrhunderts. Der Tabernakel ist neubarock.
Die Seitenaltäre aus 1903 beinhalten Fragmente von Säulen der ursprünglichen Seitenaltäre um 1760.
Die marmorierte Holzkanzel aus der zweiten Hälfte des 18. Jahrhunderts trägt die Reliefs Sämann und die Parabel vom Weinberg.
Ein abgefaster spätgotischer Pfeiler aus dem Ende des 15. Jahrhunderts wurde zu einem Weihwasserbecken umgearbeitet. Der Taufstein aus dem Ende des 18. Jahrhunderts trägt die Figur Johannes der Täufer.
Die klassizistische Orgel von Ignaz Reinold 1824 erhielt 1907 ein Multiplexsystem vom Orgelbauer Christoph Müller. Eine Glocke nennt 1425. Eine Glocke nennt Hans Pauer 1575.